# Échouboulains
Échouboulains és un municipi francès, situat al departament de Sena i Marne i a la regió de Illa de França. L'any 2007 tenia 528 habitants.
Forma part del cantó de Nangis, del districte de Melun i de la Comunitat de comunes Brie des Rivières et Châteaux.

## Demografia

### Població
El 2007 la població de fet d'Échouboulains era de 528 persones. Hi havia 205 famílies, de les quals 45 eren unipersonals (33 homes vivint sols i 12 dones vivint soles), 70 parelles sense fills i 90 parelles amb fills.
La població ha evolucionat segons el següent gràfic:
Habitants censats

### Habitatges
El 2007 hi havia 243 habitatges, 204 eren l'habitatge principal de la família, 15 eren segones residències i 24 estaven desocupats. 235 eren cases i 8 eren apartaments. Dels 204 habitatges principals, 174 estaven ocupats pels seus propietaris, 17 estaven llogats i ocupats pels llogaters i 12 estaven cedits a títol gratuït; 2 tenien una cambra, 11 en tenien dues, 20 en tenien tres, 68 en tenien quatre i 102 en tenien cinc o més. 160 habitatges disposaven pel capbaix d'una plaça de pàrquing. A 74 habitatges hi havia un automòbil i a 121 n'hi havia dos o més.

### Piràmide de població
La piràmide de població per edats i sexe el 2009 era:
| Homes | Edats   | Dones |
| ----- | ------- | ----- |
| 4     | 95 o +  | 0     |
| 0     | 90 a 94 | 4     |
| 0     | 85 a 89 | 0     |
| 0     | 80 a 84 | 0     |
| 8     | 75 a 79 | 4     |
| 8     | 70 a 74 | 4     |
| 8     | 65 a 69 | 28    |
| 16    | 60 a 64 | 0     |
| 8     | 55 a 59 | 8     |
| 12    | 50 a 54 | 16    |
| 20    | 45 a 49 | 12    |
| 36    | 40 a 44 | 36    |
| 24    | 35 a 39 | 32    |
| 24    | 30 a 34 | 16    |
| 12    | 25 a 29 | 4     |
| 8     | 20 a 24 | 4     |
| 36    | 15 a 19 | 24    |
| 4     | 10 a 14 | 28    |
| 32    | 5 a 9   | 32    |
| 12    | 0 a 4   | 20    |

## Economia
El 2007 la població en edat de treballar era de 366 persones, 279 eren actives i 87 eren inactives. De les 279 persones actives 249 estaven ocupades (128 homes i 121 dones) i 30 estaven aturades (13 homes i 17 dones). De les 87 persones inactives 33 estaven jubilades, 29 estaven estudiant i 25 estaven classificades com a «altres inactius».

### Ingressos
El 2009 a Échouboulains hi havia 193 unitats fiscals que integraven 511 persones, la mediana anual d'ingressos fiscals per persona era de 20.454 €.

### Activitats econòmiques
Dels 12 establiments que hi havia el 2007, 3 eren d'empreses de construcció, 2 d'empreses de comerç i reparació d'automòbils, 1 d'una empresa de transport, 2 d'empreses d'hostatgeria i restauració, 3 d'empreses de serveis i 1 d'una entitat de l'administració pública.
Dels 3 establiments de servei als particulars que hi havia el 2009, 1 era un paleta, 1 fusteria i 1 lampisteria.
L'únic establiment comercial que hi havia el 2009 era una botiga de menys de 120 m².
L'any 2000 a Échouboulains hi havia 7 explotacions agrícoles.

## Equipaments sanitaris i escolars
L'únic equipament sanitari que hi havia el 2009 era un hospital de tractaments de mitja durada (seguiment i rehabilitació).
El 2009 hi havia una escola elemental integrada dins d'un grup escolar amb les comunes properes formant una escola dispersa.

## Poblacions més properes
El següent diagrama mostra les poblacions més properes.